# NGC 5598
NGC 5598 је лентикуларна галаксија у сазвежђу Волар која се налази на NGC листи објеката дубоког неба.
Деклинација објекта је + 40° 19' 13" а ректасцензија 14h 22m 28,4s. Привидна величина (магнитуда) објекта NGC 5598 износи 13,1 а фотографска магнитуда 14,1. NGC 5598 је још познат и под ознакама UGC 9209, MCG 7-30-4, CGCG 220-7, PGC 51354.